# Václav Novotný (historik)

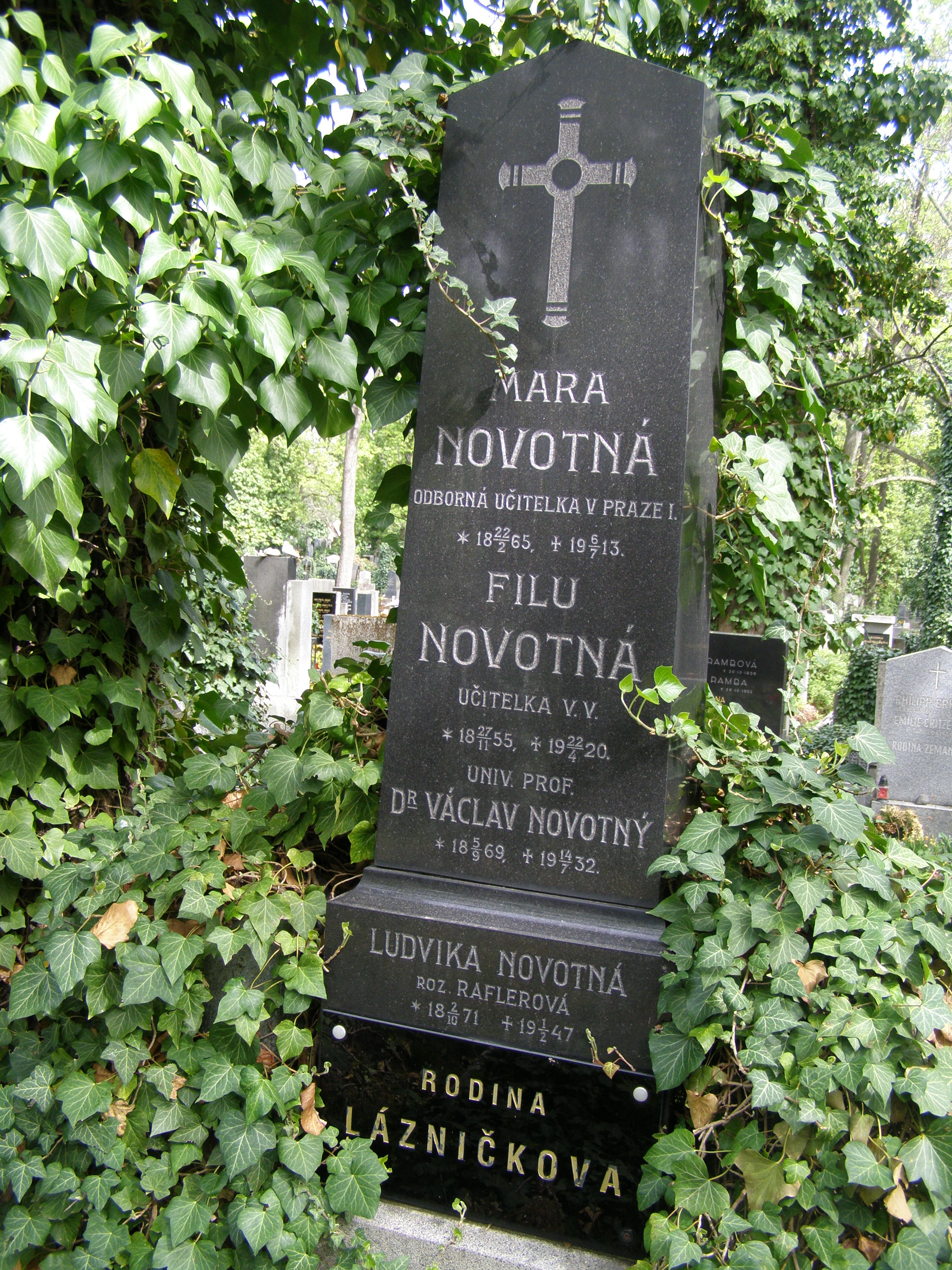
Hrob na hřbitově na Malvazinkách

Václav Novotný (5. září 1869 Ivančice – 14. červenec 1932 Řevnice) byl český historik Gollovy školy a profesor českých dějin na Univerzitě Karlově v Praze.
Badatelsky se věnoval raným českým dějinám a husitství, pojetím českých dějin měl blízko k Palackému a Masarykovi, metodou byl pozitivisticky zaměřený na fakta a kritiku pramenů. Jím zřízená edice Laichterova nakladatelství České dějiny měla nenaplněnou ambici stát se novým celkovým zpracováním tématu, které by nahradilo dosud nepřekonané Palackého Dějiny.

## Život
Václav Novotný se narodil v Ivančicích na jižní Moravě v rodině učitele Václava Novotného (1828–1895), dětství a mládí prožil v Českých Budějovicích. Po maturitě zamířil do Prahy studovat dějiny a pomocné vědy historické. Byl žákem profesorů Jaroslava Golla a Josefa Emlera. Zajímal se o poezii a sám např. publikoval jako šestnáctiletý v Zábavných listech (báseň Józa huslař). Jako pokrokář a realista projevoval zájem o veřejné politické dění žurnalistickými příspěvky v Radikálních listech, Neodvislosti a českobudějovickém Pokroku, blízký vztah měl k Času. V roce 1917 podepsal Manifest českých spisovatelů.
V roce 1893 se stal doktorem filosofie, v letech 1895–1896 byl profesorem gymnázia v Praze II, jeho žádost o místo adjunkta v pražském městském archivu byla v roce 1896 zamítnuta, přes vřelé doporučení V. V. Tomka (1818–1905) i Josefa Emlera (1836–1899). V období 1896–1908 byl úředníkem místodržitelského archivu v Praze, v roce 1898 habilitoval jako soukromý docent pro české dějiny. V roce 1905 se mu dostalo titulární mimořádné profesury, ale skutečným mimořádným profesorem byl jmenován až v roce 1908, řádným profesorem se stal v roce 1911 a zůstal jím až do závěru svého života v necelých 63 letech. V letech 1918/1919 působil jako děkan Filosofické fakulty UK. Od roku 1904 byl mimořádným a od roku 1915 řádným členem Královské české společnosti nauk, od 1923 až do smrti tajemník její I. třídy. Od roku 1909 byl dopisujícím, 1918 mimořádným a 1924 řádným členem České akademie věd a umění a předsedou její komise pro vydávání Sbírky pramenů českého hnutí náboženského ve 14. a 15. století. Od roku 1916 působil jako řádný člen Archivní rady ve Vídni, byl též předsedou Historického spolku a stál v čele jeho komise pro vydávání Pramenů dějin českých. Byl členem Společnosti Husova muzea a předsedou Vlastivědné společnosti jihočeské. Účastnil se též mezinárodních historických kongresů v Bruselu (1923) a Oslo (1928). Byl též rytířem francouzské čestné legie, čestným členem polského Towarzstwa Historycznego, zahraničním členem Towarzystwa nauk ve Lvově a dopisujícím členem Školy slovanských studií při univerzitě v Londýně.
Vedle univerzity přednášel od jejího zřízení v roce 1919 na Státní archivní škole v Praze, v letech 1922–1929 také na Škole vysokých studií pedagogických. Ve své vědecké práci se zaměřil na husitství, mistra Jana Husa, náboženské dějiny a postupně celé starší české dějiny. Jeho písemnou pozůstalost převzal od Historického ústavu ČSAV v roce 1991 Archiv Akademie věd ČR (tehdy ještě Ústřední archiv ČSAV) v Praze. Pohřben je na smíchovském hřbitově na Malvazinkách.

### Rodinný život
S manželkou Ludovikou, rozenou Raflerovou, měl dceru Jiřinu (syn Václav zemřel předčasně).

## Archivní fondy a sbírky v Česku
- Knihovna profesora Václava Novotného
- Novotný Václav; Archiv Akademie věd ČR
- Novotný Václav st.; Státní okresní archiv České Budějovice
- Rodinný archiv Novotných; Muzeum Ivančice

## Biografie
- Václav Vojtíšek. Václav Novotný. O jeho osobě a díle. Praha 1932. 13 s.
- Rudolf Urbánek. Václav Novotný. Praha 1933. 73 s.
- Jaroslava Hoffmannová. Václav Novotný (1869-1932). Život a dílo univerzitního profesora českých dějin. Praha, Academia 2014. 557 s., 40 s. obr. příl.

## Dílo
- Novotný, Václav : České dějepisectví v prvém desetiletí republiky. P., Historický spolek 1929. 161 s. Zpr.: ČČH 36, 1930, č. 2, s. 401.
- Novotný, Václav : České dějiny. Část 2. Díl I. 1215 s. [Zpr.]: ČČH 19, 1913, č. 4, s. 504.
- Novotný, Václav : České dějiny. Díl I. část 1. P., 1912. 712 s. Laichterův Výbor nejlepších spisů poučných. Zpr.: -J.P.-,[ Pekař Josef,] ČČH 18, 1912, č. 1, s. 120-121.
- Novotný, Václav : České dějiny. Díl 1. [Rejstřík]: Odložilík, Otakar. 1937. část 4. [Zpr.]: ČČH [43], 1937, č. 2, s. 421-422.
- Novotný, Václav : České dějiny. Díl 3. Část 1 a 2. Věk Poděbradský. [Napsal.]: Urbánek, Rudolf. P., 1-2, 1915 - 1918, 976 s. + 1047 s. [Rec.]: Krofta Kamil, ČČH [25], 1919, č. 1-2, s. 302-309.
- Novotný, Václav : České dějiny. Laichterův Výbor nejlepších spisů poučných. Zpr.: -J.P.-,[ Pekař Josef,] ČČH 17, 1911, s. 125.
- Novotný, Václav : České dějiny. [3. díl]. Laichter 1928. 1088 s. [Zpr.]: -J.P.-,[ Pekař Josef,] ČČH 34, 1928, č. 2, s. 437-438.
- Novotný, Václav : Husitství. In: Národní čítanka s. 60-80. [Zpr.]: ČČH [24], 1918, s. 356.
- Novotný, Václav : Husův glejt. In: ČČH 2, 1896, č. 1, s. 10-24; č. 2, s. 67-86, č. 3, s. 146-171.
- Novotný, Václav : Inquisitio domorum hospitalis s. Johannis Hierosolimitani per Pragensem archidioecesim facta anno 1383. Z rukopisu vatikánského vyd. P., 1901. 77 s. Archiv České Akademie. Č. 19. Rec.: -G.F.-,[ Friedrich Gustav,] ČČH 7, 1901, č. 2, s. 214.
- Novotný, Václav : Jan Žižka. Zlatá Praha P., 1924, říjen. 21 s. + 22 př. [Zpr.]: -J.P.-,[ Pekař Josef,] ČČH 31, 1925, č. 3, s. 651.
- Novotný, Václav: Náboženské hnutí české ve 14. a 15. stol. Část 1, Do Husa. Praha: J. Otto, [1915]. 280 s. Sbírka přednášek a rozprav; ser. 6. č. 10. Dostupné online